# Dicranota (Rhaphidolabis) denningi brevicula
Dicranota (Rhaphidolabis) denningi brevicula is een ondersoort van de tweevleugelige Dicranota (Rhaphidolabis) denningi uit de familie Pediciidae. De ondersoort komt voor in het Nearctisch gebied.